# Mathis (Texas)
Pour les articles homonymes, voir Mathis.
Mathis est une ville située au nord-ouest du comté de San Patricio, au Texas, aux États-Unis,.

## Histoire
En 1887, alors que le chemin de fer San Antonio and Aransas Pass Railroad traversait le comté de San Patricio, Thomas H. Mathis reçut le droit de donner son nom à la ville lorsqu'il fit don de 300 acres (1,2 km2) pour la construction d'un lotissement et d'une école. Mathis et son frère J. M. Mathis possédaient 37 000 acres (150 km2) dans les environs. Les frères avaient abandonné la Coleman, Mathis, Fulton Cattle Company en 1879. Thomas Mathis possédait 60 000 acres (240 km2) supplémentaires autour de Mathis et avait construit une clôture autour de la ville. Jusqu'en 1906, Mathis était clôturée et les trains qui arrivaient et partaient devaient être autorisés à entrer et à sortir.
Le succès de Mathis est en partie dû au fait que les habitants de Lagarto ont déménagé pour se rapprocher de la voie ferrée. Le bureau de poste de Mathis a ouvert en 1890 et la première école de la ville s'est tenue dans une résidence privée en 1893. Deux ans plus tard, une école à classe unique fut construite et en 1913, une deuxième ligne de chemin de fer (San Antonio, Uvalde and Gulf Pacific) arriva.
Le coton et le maïs étaient cultivés et l'élevage constituait une part importante de l'économie. Dans les années 1930, des légumes d'hiver sont cultivés et les deux chemins de fer entretiennent des hangars d'expédition. Mathis s'est constituée en municipalité en 1939.
Au début des années 1950, 7 000 acres (28 km2) de terres situées à 3 km au nord de la ville ont été aménagées pour les cultures maraîchères, avec irrigation et puits d'eau profonde. Le coton, le maïs et le sorgho ont remplacé les légumes dans les années 1960.
Dans les années 1930, la rivière Nueces a été endiguée et le lac Mathis (rebaptisé depuis lac Corpus Christi) a été formé. La construction du barrage de Wesley Seale à la fin des années 1950 a permis d'élever le niveau du lac jusqu'à ce qu'il devienne intéressant pour les résidences secondaires.
En 1988, Mathis comptait 5 910 habitants, chiffre qui a diminué depuis à 5 034. Le mode de jeu "Longshot" dans Madden 18 et 19 se déroule principalement à Mathis.

## Démographie
Lors du recensement de 2010, la ville comptait une population de 4 942 habitants. Elle est estimée, en 2016, à 4 935 habitants.

### Source de la traduction
- (en) Cet article est partiellement ou en totalité issu de l’article de Wikipédia en anglais intitulé « Mathis, Texas » (voir la liste des auteurs).